# غيورجي ميزي
غيورجي ميزي (بالمجرية: Mezey György)‏، من مواليد 7 سبتمبر 1941، لاعب كرة قدم هنغاري سابق، ومدرب كرة قدم هنغاري سابق.

## مسيرته الكروية
و قد بدأ مسيرته الكروية منذ عام 1954 وحتى عام 1971، وقد لعب لنادي بودافوك ونادي سبارتاكوس ونادي أم تي كيي بودابست.

## مسيرته التدريبية
بدأ مسيرته التدريبية مع نادي بودافوك في عام 1979، ودربهم حتى عام 1982، وبعدها انتقل إلى تدريب منتخب هنغاريا لكرة القدم بين عامي 1983 و1986، وقادهم في كأس العالم لكرة القدم 1986، وفي عام 1986 انتقل إلى تدريب منتخب الكويت لكرة القدم، ودربهم حتى عام 1987.
و هو عضو في اللجنة الفنية في الفيفا، وقد كان أحد أعضائها في كأس العالم لكرة القدم 2006.